# Marcello Matano
Ippolito Marcello Matano detto Il Capitano (Ferrara, 23 giugno 1986) è un pugile italiano.
Alto 173 centimetri, attualmente milita nella categoria dei pesi welter e debutta nella boxe professionistica nel 2011. Divenuto campione intercontinentale IBF nel febbraio del 2015 nella categoria dei superwelter, ha difeso due volte il titolo, fino all'ottobre dello stesso anno.

## Caratteristiche tecniche
Pugile di guardia naturale destra, con stile di combattimento ortodosso, è caratterizzato da uno stile di boxe piuttosto aggressivo, sbilanciato molto più nell'offensiva rispetto alla difesa.
Ripone nella potenza dei colpi, nella tenuta atletica ed in una personalità spiccatamente coraggiosa e caparbia le sue migliori peculiarità. Nel contempo la dote ove ha dimostrato eccellere meno è la difesa in genere, con particolare riferimento alla copertura alta durante le proprie fasi di attacco, spesso costituite da serie di diversi colpi che mirano ad attingere con forza sia la parte alta che quella bassa dell'avversario.
Stilisticamente discreto ma non perfetto, propone un pugilato votato più al pragmatismo che all'eleganza, non facile da fronteggiare a causa proprio della consistente potenza di cui è dotato. 
Estremamente ostico e pericoloso alla corta distanza, spazio nel quale trova il suo habitat naturale ed ha dimostrato di essere maggiormente a suo agio, dotato altresì di discreta capacità di incassare i colpi avversari, è in grado di gestire taluni eventuali momenti di difficoltà anche grazie ad una spiccata tenacia caratteriale. Questa caratteristica non rende semplice la gestione dei match contro Matano sul profilo mentale, in quanto risulta difficile porre il pugile ferrarese in una condizione di sudditanza psicologica, anche laddove l'avversario stia attraversando un momento favorevole o sia in vantaggio ai tabellini dei giudici.
A riprova di quanto sopra, i pochi incontri persi finora non si sono mai conclusi ai punti o per KO, ma bensì sono stati decisi tutti per KO tecnici, scaturiti da un primo colpo andato a segno in maniera efficace, che ha aperto la strada ad altri successivi.
Marcello Matano è dotato infine di una discreta capacità di gestione tattica del match, aspetto migliorato soprattutto nell'ultimo periodo della sua carriera.

## Titoli ufficiali vinti in carriera
Due volte campione italiano pesi superwelter
Due volte campione intercontinentale Federazione IBF pesi superwelter

## Altri incontri di rilievo disputati
Semifinale mondiale Federazione IBF pesi superwelter

## Score attuale
Marcello Matano ha disputato 25 incontri ufficiali da professionista, conseguendo 21 vittorie (di cui 6 per KO), 4 sconfitte (tutte per KO), e nessun pareggio.

## Ranking di categoria
Attuale 2º pugile nel ranking italiano